# Charles Frédéric Schneegans
Pour les articles homonymes, voir Schneegans.
Charles Frédéric Schneegans né le 16 mai 1822  et mort le 24 janvier 1890 à Strasbourg, est directeur du Gymnase Jean-Sturm, notamment au moment du Reichsland.

## Aperçu biographique
Charles Frédéric Schneegans voue toute sa carrière au Gymnase Jean-Sturm. Il est particulièrement actif lors des terribles bombardements allemands du siège de Strasbourg en tentant d'éviter la destruction des nouveaux bâtiments. Il essaie de préserver un enseignement en français lors de l'installation de l'administration allemande. Il s'oppose en vain à la perte de l'autonomie de l'établissement : un Konrektor allemand est désigné à ses côtés en 1873.
Il est le père d'Auguste (1860-1902), pharmacien en chef de l'hôpital de Strasbourg, et d'Édouard (1867-1942), professeur de langues romanes à l'université de Strasbourg.

## Publications
- Appréciation de saint Augustin d'après ses travaux sur l'herméneutique sacrée, [Thèse présentée à la Faculté de théologie protestante de Strasbourg pour obtenir le grade de bachelier en théologie], Strasbourg, impr. de Vve Berger-Levrault, 1848, in-8° , VI-180 p.
- Discours prononcés à la distribution des prix du Gymnase protestant de Strasbourg, le 14 août 1861 [Discours prononcé par M. Charles Frédéric Schneegans sur la discipline. - Allocution adressée aux élèves sortant de Logique par M. Émile Grucker.], Strasbourg, impr. de C. Heitz, 1861, in-8° , 31 p.
- Gymnase protestant de Strasbourg. Ouverture de l'internat, Strasbourg : Heitz F.C, 1865, 31 p. sur dépl. ; 20 cm.
- (de) Die Lutherfeier des Protestantischen Gymnasiums zu Strassburg am 10. November 1883, Strassburg : Heitz J.H.Ed, 1883, 23 p. ; 26 cm.